# Группа крашеных кос

Центральная коса является крашеной

Группа крашеных кос (или группа чистых кос, от англ. pure braid group) — группа, образованная для заданного {\displaystyle n} всеми крашеными косами из {\displaystyle n} нитей относительно операции произведения кос. Является подгруппой группы кос {\displaystyle B_{n}} и обозначается символом {\displaystyle P_{n}}.

## Определение
Как и группа кос, группа крашеных кос допускает ряд различных воплощений, которые приводят к изоморфным группам. Ниже представлены основные такие воплощения, рассматриваемые в литературе.

### Геометрические косы

Произведение кос

Классическое определение группы крашеных кос основано на их умножении. Произведение {\displaystyle \alpha \beta } двух крашеных кос {\displaystyle \alpha } и {\displaystyle \beta } с одинаковым числом нитей является крашеной косой, тривиальная коса является крашеной, а обратная коса к крашеной является крашеной. В связи с этим множество {\displaystyle P_{n}} всех крашеных кос из {\displaystyle n} нитей, рассматриваемое вместе с операцией умножения, является группой, которая называется группой крашеных кос.

### Траектории движения точек на плоскости
Группа крашеных кос изоморфна фундаментальной группе конфигурационного пространства {\displaystyle \operatorname {Conf} _{n}(\mathbb {R} ^{2})} упорядоченных наборов {\displaystyle n} различных точек евклидовой плоскости:
{\displaystyle P_{n}\cong \pi _{1}(\operatorname {Conf} _{n}(\mathbb {R} ^{2}))}.

### Автоморфизмы свободной группы
Группа крашеных кос изоморфна группе крашеных сплетающих автоморфизмов свободной группы.

### Автогомеоморфизмы проколотого диска
Группа крашеных кос изоморфна крашеной группе классов отображений замкнутого диска с {\displaystyle n} проколами:
{\displaystyle P_{n}\cong {\rm {PMCG}}(D_{n}^{2};\partial D_{n}^{2})}.

## Задание образующими и соотношениями

Диаграммы образующих группы крашеных кос

Группа крашеных кос является конечно представленной. Простейшее её задание выглядит следующим образом.
Для таких {\displaystyle i} и {\displaystyle j}, что {\displaystyle 1\leq i<j\leq n}, пусть
{\displaystyle A_{i,j}:=\sigma _{j-1}\sigma _{j-2}\ldots \sigma _{i+1}\sigma _{i}^{2}\sigma _{i+1}^{-1}\ldots \sigma _{j-2}^{-1}\sigma _{j-1}^{-1}}.
Данные {\displaystyle n(n-1)/2} кос порождают группу крашеных кос {\displaystyle P_{n}}. Они называются стандартными образующими или образующими Маркова.
В этих образующих группа крашеных кос может быть задана следующими соотношениями:
{\displaystyle A_{r,s}^{-1}A_{i,j}A_{r,s}={\begin{cases}A_{r,s}^{-1}A_{i,j}A_{r,s},&s<i\ {\text{ или }}\ i<r<s<j;\\A_{r,j}A_{i,j}A_{r,j}^{-1},&s=i;\\A_{r,j}A_{s,j}A_{i,j}A_{s,j}^{-1}A_{r,j}^{-1},&i=r<s<j,\\{\text{[}}A_{r,j},A_{s,j}{\text{]}}A_{i,j}{\text{[}}A_{r,j},A_{s,j}{\text{]}}^{-1},&r<i<s<j,\end{cases}}}
где {\displaystyle [x,y]=xyx^{-1}y^{-1}} — коммутатор элементов {\displaystyle x} и {\displaystyle y}.

## Причёсанная нормальная форма

Причёсанный вид косы

Представление крашеной косы {\displaystyle \beta \in P_{n}} в виде 
{\displaystyle \beta =\beta _{n}\beta _{n-1}\ldots \beta _{2}}
называется её причёсанным видом, если каждая коса {\displaystyle \beta _{k}} имеет геометрического представителя, у которого все нити, кроме {\displaystyle k}-ой, являются прямыми, а {\displaystyle k}-ая зацепляется только за нити с меньшими номерами.
Запись косы {\displaystyle \beta }, в которой каждая коса {\displaystyle \beta _{k}} представлена в виде несократимого слова в образующих {\displaystyle A_{1,k},A_{2,k},\ldots ,A_{k-1,k}}, называется её причёсанной нормальной формой:
{\displaystyle \beta =(A_{i_{1},n}^{e_{1}}A_{i_{2},n}^{e_{2}}\ldots A_{i_{k},n}^{e_{k}})\cdot (A_{j_{1},n-1}^{r_{1}}A_{j_{2},n-1}^{r_{2}}\ldots A_{j_{m},n-1}^{r_{m}})\cdot \ldots \cdot A_{1,2}^{s}.}